# Quemado (Texas)
Quemado è un census-designated place degli Stati Uniti d'America situato nella contea di Maverick dello Stato del Texas.
La popolazione era di 230 persone al censimento del 2010.

## Geografia fisica
Quemado è situata a 28°56′51″N 100°37′27″W (28.947451, -100.624234).
Secondo lo United States Census Bureau, ha un'area totale di 0,1 miglia quadrate (0,26 km²).

## Società

### Evoluzione demografica
Secondo il censimento del 2000, c'erano 243 persone, 81 nuclei familiari e 64 famiglie residenti nella città. La densità di popolazione era di 2.053,3 persone per miglio quadrato (781,9/km²). C'erano 96 unità abitative a una densità media di 811,2 per miglio quadrato (308,9/km²). La composizione etnica della città era formata dal 53,09% di bianchi, il 2,47% di afroamericani, il 42,39% di altre razze, e il 2,06% di due o più etnie. Ispanici o latinos di qualunque razza erano l'87,65% della popolazione.
C'erano 81 nuclei familiari di cui il 40,7% aveva figli di età inferiore ai 18 anni, il 66,7% aveva coppie sposate conviventi, l'11,1% aveva un capofamiglia femmina senza marito, e il 19,8% erano non-famiglie. Il 16,0% di tutti i nuclei familiari erano individuali e il 9,9% aveva componenti con un'età di 65 anni o più che vivevano da soli. Il numero di componenti medio di un nucleo familiare era di 3,00 e quello di una famiglia era di 3,42.
La popolazione era composta dal 28,0% di persone sotto i 18 anni, il 7,8% di persone dai 18 ai 24 anni, il 23,9% di persone dai 25 ai 44 anni, il 21,4% di persone dai 45 ai 64 anni, e il 18,9% di persone di 65 anni o più. L'età media era di 38 anni. Per ogni 100 femmine c'erano 96,0 maschi. Per ogni 100 femmine dai 18 anni in giù, c'erano 94,4 maschi.
Il reddito medio di un nucleo familiare era di 11.576 dollari e quello di una famiglia era di 11.957 dollari. I maschi avevano un reddito medio di 11.818 dollari contro i 25.000 dollari delle femmine. Il reddito pro capite era di 7.099 dollari. Circa il 48,6% delle famiglie e il 51,7% della popolazione erano sotto la soglia di povertà, incluso il 50,9% di persone sotto i 18 anni di età e il 33,3% di persone di 65 anni o più.